# Communauté de communes du Haut Buëch
La communauté de communes du Haut Buëch est une ancienne communauté de communes française, située dans le département des Hautes-Alpes en région Provence-Alpes-Côte d'Azur.

## Historique
Le « district du Haut-Buëch » a été créé en 1989. Il est devenu communauté de communes par un arrêté préfectoral du 14 décembre 2000.
La population, inférieure à 5 000 habitants, ne permet pas le maintien de la structure intercommunale en l'état. Aussi le schéma départemental de coopération intercommunale des Hautes-Alpes impose-t-il la fusion de la présente communauté de communes avec celle de Buëch Dévoluy.
Après consultation de la commission départementale de coopération intercommunale du 17 mars 2016, cette fusion est maintenue en l'état et officialisée par un arrêté préfectoral du 21 octobre 2016.

## Territoire communautaire

### Géographie
La communauté de communes du Haut Buëch est située à l'ouest du département des Hautes-Alpes, dans le bassin de vie de Veynes.
Elle jouxte les communautés de communes du Diois au nord-ouest, Buëch Dévoluy au nord-est et du Serrois au sud.
Le territoire communautaire se situe au carrefour des axes Grenoble – Sisteron – Aix-en-Provence / Nice (route départementale (RD) 1075 - E712) et Valence – Gap (RD 993 et 994a), ces deux routes se croisant à Aspres-sur-Buëch.

### Composition
La communauté de communes contenait les communes d'Aspremont, Aspres-sur-Buëch, La Beaume, La Faurie, La Haute-Beaume, Montbrand, Saint-Julien-en-Beauchêne et Saint-Pierre-d'Argençon.

### Démographie
| 1968  | 1975  | 1982  | 1990  | 1999  | 2008  | 2013  |
| ----- | ----- | ----- | ----- | ----- | ----- | ----- |
| 1 740 | 1 568 | 1 634 | 1 648 | 1 703 | 1 914 | 1 970 |

## Administration

### Siège
L'intercommunalité siège à Aspres-sur-Buëch.

### Les élus
La communauté de communes est gérée par un conseil communautaire composé de membres représentant chacune des communes membres.

### Présidence
Un conseil communautaire, tenu en 2014, a élu son président, Jacques Francou.

### Compétences
L'intercommunalité exerce des compétences qui lui sont déléguées par les communes membres :
- actions de développement économique ;
- activités culturelles ou socio-culturelles / sportives ;
- collecte et traitement des déchets ménagers et assimilés ;
- opération programmée d'amélioration de l'habitat ;
- organisation des transports non urbains ;
- politique du cadre de vie ;
- protection et mise en valeur de l'environnement ;
- tourisme, etc.

### Régime fiscal et budget
Fiscalité professionnelle unique.

### Sources
- SPLAF (Site sur la Population et les Limites Administratives de la France)
- Fiche dans la base nationale sur l'intercommunalité